# Lista de vereadores de Santo André da 19.ª legislatura
Esta é a lista de vereadores de Santo André da 19.ª Legislatura, período que compreende de 1.º de janeiro de 2025 até 31 de dezembro de 2028.
| 18.ª legislatura | Lista de vereadores de Santo André da 19.ª legislatura |  |

## Mesa Diretora
A composição da mesa diretora da Câmara Municipal de Santo André durante os dois biênios da 19.ª Legislatura teve a seguinte formação:
| 1.º Biênio (2025-2026) | 1.º Biênio (2025-2026)      | 2.º Biênio (2027-2028) | 2.º Biênio (2027-2028) |
| Presidência            | Presidência                 | Presidência            | Presidência            |
| ---------------------- | --------------------------- | ---------------------- | ---------------------- |
| Presidente             | Carlos Ferreira (MDB)       | Presidente             | à definir              |
| Vice-presidente        | Dra. Ana Veterinária (PSD)  | Vice-presidente        | à definir              |
| Secretaria             |                             |                        |                        |
| 1.º Secretário         | Rodolfo Donetti (Cidadania) | 1.º Secretário         | à definir              |
| 2.º Secretário         | Zezão (Solidariedade)       | 2.º Secretário         | à definir              |
| 3.º Secretário         | Wagner Lima (PT)            | 3.º Secretário         | à definir              |

## Parlamentares
| Parlamentar | Parlamentar                           | Imagem | Partido | Partido                                      | Federação          | Votos  | %     | Notas | Posição      |
| ----------- | ------------------------------------- | ------ | ------- | -------------------------------------------- | ------------------ | ------ | ----- | --- | ------------ |
| 1.º         | Bahia Do Lava Rápido                  |        |         | Partido da Social Democracia Brasileira PSDB | Fed.PSDB Cidadania | 10.288 | 2,86% | | Governo      |
| 2.ª         | Dra. Ana Veterinária                  |        |         | Partido Social Democrático PSD               |                    | 7.137  | 1,98% | | Governo      |
| 3.º         | William Lago                          |        |         | Partido Liberal PL                           |                    | 5.985  | 1,66% | | Independente |
| 4.º         | Pedrinho Botaro                       |        |         | Partido da Social Democracia Brasileira PSDB | Fed.PSDB Cidadania | 5.873  | 1,63% | Licenciou-se do mandato para assumir a Secretaria Municipal de Educação em 1.º de janeiro de 2025.                    | Governo      |
| 5.º         | Ricardo Alvarez                       |        |         | Partido Socialismo e Liberdade PSOL          | Fed.PSOL Rede      | 5.606  | 1,56% | | Oposição     |
| 6.º         | Rodolfo Silva Donetti                 |        |         | Cidadania                                    | Fed.PSDB Cidadania | 5.352  | 1,49% | | Governo      |
| 7.º         | Major Vitor Santos                    |        |         | Partido Liberal PL                           |                    | 4.932  | 1,37% | | Independente |
| 8.º         | Jobert Alexandrino                    |        |         | Podemos PODE                                 |                    | 4.949  | 1,37% | Licenciou-se do mandato para assumir a Secretaria Municipal de Esporte e Prática Esportiva em 1.º de janeiro de 2025. | Governo      |
| 9.º         | Evilasio Santana Santos (Bahia)       |        |         | Partido da Social Democracia Brasileira PSDB | Fed.PSDB Cidadania | 4.904  | 1,36% | | Governo      |
| 10.º        | Lucas Zacarias                        |        |         | Partido Liberal PL                           |                    | 4.712  | 1,31% | | Independente |
| 11.º        | Osvaldo Lourenço de Brito Neto        |        |         | União Brasil UNIÃO                           |                    | 4.662  | 1,29% | | Independente |
| 12.º        | Almir Roberto Cicote                  |        |         | Avante                                       |                    | 4.622  | 1,28% | Licenciou-se do mandato para assumir a Secretaria Municipal de Mobilidade Urbana em 1.º de janeiro de 2025.           | Governo      |
| 13.º        | Diego Cabral                          |        |         | Movimento Democrático Brasileiro MDB         |                    | 4.401  | 1,22% | Licenciou-se do mandato para assumir a Secretaria Municipal de Inovação e Tecnologia em 1.º de janeiro de 2025.       | Governo      |
| 14.º        | Carlos Ferreira                       |        |         | Movimento Democrático Brasileiro MDB         |                    | 4.270  | 1,19% | | Governo      |
| 15.º        | Dr. Fábio Lopes                       |        |         | Cidadania                                    | Fed.PSDB Cidadania | 4.005  | 1,11% | | Governo      |
| 16.º        | Marcelo Chehade                       |        |         | Partido da Social Democracia Brasileira PSDB | Fed.PSDB Cidadania | 3.903  | 1,08% | | Governo      |
| 17.º        | Wagner Lima                           |        |         | Partido dos Trabalhadores PT                 | Fe.Brasil          | 3.788  | 1,05% | | Oposição     |
| 18.º        | Danilo Santana Reis                   |        |         | Avante                                       |                    | 3.591  | 1,00% | | Governo      |
| 19.º        | Edilson Santos                        |        |         | Partido Renovação Democrática PRD            |                    | 3.574  | 0,99% | | Governo      |
| 20.º        | Toninho Caiçara                       |        |         | Podemos PODE                                 |                    | 3.342  | 0,93% | | Governo      |
| 21.º        | Edilson Bruno de Moura Brandão (Nino) |        |         | Avante                                       |                    | 3.191  | 0,89% | | Governo      |
| 22.º        | Tiago Nogueira                        |        |         | Partido dos Trabalhadores PT                 | Fe.Brasil          | 3.159  | 0,88% | | Oposição     |
| 23.º        | Denis Silva Pinto                     |        |         | Solidariedade                                |                    | 3.135  | 0,87% | | Governo      |
| 24.º        | José Teixeira Mendes                  |        |         | Solidariedade                                |                    | 2.972  | 0,82% | | Governo      |
| 25.º        | Clóvis Girardi                        |        |         | Partido dos Trabalhadores PT                 | Fe.Brasil          | 2.917  | 0,81% | | Oposição     |
| 26.º        | Valter Luiz da Silva                  |        |         | Partido Social Democrático PSD               |                    | 2.759  | 0,77% | | Governo      |
| 27.º        | Marcos Cortez                         |        |         | Partido Socialista Brasileiro PSB            |                    | 2.524  | 0,70% | | Oposição     |

## Suplentes
| Parlamentar | Parlamentar          | Imagem | Partido | Partido                                      | Votos | %     | Notas | Titular            | Ref.              | Posição |
| ----------- | -------------------- | ------ | ------- | -------------------------------------------- | ----- | ----- | --- | ------------------ | ----------------- | ------- |
| -           | Daniel Buissa        |        |         | Podemos PODE                                 | 2.446 | 0,68% | Assumiu o exercício do mandato em 1.º de janeiro de 2025 em função da nomeação do vereador titular Jobert Alexandrino como Secretário Municipal. | Jobert Alexandrino | [ 3 ] [ 2 ] [ 4 ] | Governo |
| -           | Dr. Marcos Pinchiari |        |         | Movimento Democrático Brasileiro MDB         | 3.149 | 0,87% | Assumiu o exercício do mandato em 1.º de janeiro de 2025 em função da nomeação do vereador titular Diego Cabral como Secretário Municipal.       | Diego Cabral       | [ 5 ] [ 2 ] [ 4 ] | Governo |
| -           | Renatinho            |        |         | Avante                                       | 3.189 | 0,89% | Assumiu o exercício do mandato em 1.º de janeiro de 2025 em função da nomeação do vereador titular Almir Cicote como Secretário Municipal.       | Almir Cicote       | [ 5 ] [ 2 ] [ 4 ] | Governo |
| -           | Bispo Celio Lopes    |        |         | Partido da Social Democracia Brasileira PSDB | 3.768 | 1,05% | Assumiu o exercício do mandato em 1.º de janeiro de 2025 em função da nomeação do vereador titular Pedrinho Botaro como Secretário Municipal.    | Pedrinho Botaro    | [ 5 ] [ 2 ] [ 4 ] | Governo |

## Comissões
| Comissões Permanentes                                          | 2025-2028                   | 2025-2028                    | 2025-2028 |
| Comissões Permanentes                                          | Presidente                  | Membros                      | Ref.      |
| -------------------------------------------------------------- | --------------------------- | ---------------------------- | --------- |
| Comissão de Justiça e Redação                                  | Toninho Caiçara (PODE)      | Dr. Fábio Lopes (Cidadania)  | [ 6 ]     |
| Comissão de Justiça e Redação                                  | Toninho Caiçara (PODE)      | Dr. Marcelo Chehade (PSDB)   | [ 6 ]     |
| Comissão de Finanças e Orçamento                               | Edilson Santos (PRD)        | Nino Brandão (Avante)        | [ 7 ]     |
| Comissão de Finanças e Orçamento                               | Edilson Santos (PRD)        | Bahia (PSDB)                 | [ 7 ]     |
| Comissão de Desenvolvimento Urbano                             | Valter Luiz da Silva (PSD)  | Danilo Santana Reis (Avante) | [ 8 ]     |
| Comissão de Desenvolvimento Urbano                             | Valter Luiz da Silva (PSD)  | Clovis Girardi (PT)          | [ 8 ]     |
| Comissão de Educação e Cultura                                 | Osvaldo Lourenço (UNIÃO)    | Dr. Fábio Lopes (Cidadania)  | [ 9 ]     |
| Comissão de Educação e Cultura                                 | Osvaldo Lourenço (UNIÃO)    | William Lago (PL)            | [ 9 ]     |
| Comissão de Cidadania, Direitos Humanos e Assistência Social   | Dr. Marcelo Chehade (PSDB)  | Tiago Nogueira (PT)          | [ 10 ]    |
| Comissão de Cidadania, Direitos Humanos e Assistência Social   | Dr. Marcelo Chehade (PSDB)  | Toninho Caiçara (PODE)       | [ 10 ]    |
| Comissão de Saúde, Saneamento Básico, Ecologia e Meio Ambiente | Denis Silva (Solidariedade) | Lucas Zacarias (PL)          | [ 11 ]    |
| Comissão de Saúde, Saneamento Básico, Ecologia e Meio Ambiente | Denis Silva (Solidariedade) | Danilo Santana Reis (Avante) | [ 11 ]    |
| Comissão de Segurança Pública                                  | Dr. Marcelo Chehade (PSDB)  | Tiago Nogueira (PT)          | [ 12 ]    |
| Comissão de Segurança Pública                                  | Dr. Marcelo Chehade (PSDB)  | Major Vitor Santos (PL)      | [ 12 ]    |
| Comissão de ética e Decoro Parlamentar                         | Dr. Fábio Lopes (Cidadania) | Edilson Santos (PRD)         | [ 13 ]    |
| Comissão de ética e Decoro Parlamentar                         | Dr. Fábio Lopes (Cidadania) | Ricardo Alvarez (PSOL)       | [ 13 ]    |
| Comissão de ética e Decoro Parlamentar                         | Dr. Fábio Lopes (Cidadania) | Marcos Cortez (PSB)          | [ 13 ]    |
| Comissão de ética e Decoro Parlamentar                         | Dr. Fábio Lopes (Cidadania) | Denis Silva (Solidariedade)  | [ 13 ]    |